# Scopula umbellaria
Scopula umbellaria är en fjärilsart som beskrevs av Jacob Hübner 1826. Scopula umbellaria ingår i släktet Scopula och familjen mätare. Inga underarter finns listade.